# Gunong Sapek
Gunong Sapek is een bestuurslaag in het regentschap Nagan Raya van de provincie Atjeh, Indonesië. Gunong Sapek telt 149 inwoners (volkstelling 2010).